# Neuilly-sur-Marne
Neuilly-sur-Marne è un comune francese di 33 420 abitanti situato nel dipartimento della Senna-Saint-Denis nella regione dell'Île-de-France.

## Società

### Evoluzione demografica
Abitanti censiti